# 印度国家体育运动学院

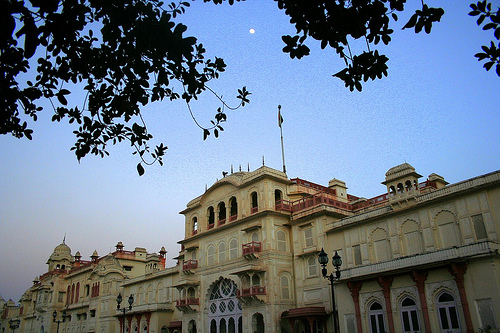
学院院部占据了伯蒂亚拉土邦的旧莫蒂巴格宫殿

印度国家体育运动学院 (National Institute of Sports，NIS），全称为“内塔吉·苏巴斯国家体育运动学院”(Netaji Subhas National Institute of Sports)，以印度独立元勋内塔吉·苏巴斯·钱德拉·鲍斯命名。是印度体育局的学术教育机构，也是亚洲最大的体育运动学院，位于印度旁遮普邦东南部伯蒂亚拉市。

## 历史
国家体育运动学院创立于1961年5月7日。1973年1月23日改为现名。占地108.5公顷。校部占据了伯蒂亚拉土邦的旧莫蒂巴格宫殿。

## 组织结构
下设不同的系：
1. 运动医学系
2. 运动生理学系
3. 运动生物化学系
4. 运动人体测量学系
5. 运动心理学系
6. 运动营养学系
7. 一般理论与训练方法系
8. 生物力学系

## 运动设施
- 体操与游泳馆
- 三座室内场馆用于摔跤, 举重, 拳击, 篮球, 羽毛球, 乒乓球
- 排球, 手球与柔道馆
- 两个壁球场馆
- 自行车室内场馆
- 曲棍球阿斯特罗人工草坪与3块草场
- 径赛跑道 - 合成 (8道), 草场 (4道)，碳渣 (8道)
- 田赛（投掷）场地
- 两个篮球水泥场地
- 两座足球场
- 两座手球场地
- 网球 (3个硬地球场，3个草地球场)
- 4个排球场
- 板球人工草坪场地与6个板球网
- 射箭场地
- 九洞高尔夫球场
- 五道慢跑与越野跑场地
- 武术训练中心
- 击剑训练中心